# Mauri Pekkarinen
Reijo Mauri Matias Pekkarinen (ur. 6 października 1947 w Kinnula) – fiński polityk, wieloletni deputowany, minister w kilku rządach, deputowany do Parlamentu Europejskiego IX kadencji.

## Życiorys
Egzamin maturalny zdał w 1968. W 1974 uzyskał magisterium z nauk społecznych na Uniwersytecie Jyväskylä. Od 1972 był zatrudniony jako badacz w administracji miejskiej, rok później został asystentem na uczelni. W drugiej połowie lat 70. był dyrektorem wykonawczym w Partii Centrum, a także doradcą politycznym ministrów pracy i spraw wewnętrznych.
W 1979 uzyskał po raz pierwszy mandat posła do Eduskunty z okręgu centralnego. Z powodzeniem ubiegał się o reelekcję w kolejnych wyborach w 1983, 1987, 1991, 1995, 1999, 2003, 2007, 2011 i 2015.
Kilkakrotnie pełnił funkcje rządowe. W gabinecie Esko Aho od kwietnia 1991 do kwietnia 1995 był ministrem spraw wewnętrznych. W rządach Anneli Jäätteenmäki i Mattiego Vanhanena (od kwietnia 2003 do grudnia 2007) sprawował urząd ministra handlu i przemysłu. Od kwietnia 2007 do stycznia 2008 był także ministrem w resorcie spraw wewnętrznych. W styczniu 2008 powierzono mu nowo utworzony resort spraw gospodarczych. Utrzymał zajmowane stanowisko również w powołanym w czerwcu 2010 rządzie Mari Kiviniemi (kończąc urzędowanie w czerwcu 2011). W wyborach w 2019 uzyskał mandat eurodeputowanego IX kadencji.